# 西村乡 (大同市)
西村乡，是中华人民共和国山西省大同市新荣区下辖的一个乡镇级行政单位。

## 行政区划
西村乡下辖以下地区：
西村、沙河村、五旗村、谢场村、狮村、新站村、东村、夏庄村、白山村、甘庄村、户部村、镇虏村、李花庄村、七里村、和胜庄村、智家堡村、鸡窝涧村、碓臼沟村、大窑山村和畅家岭村。